# Joe Nally
Joe Nally (* 13. Juli 1999 in Charlestown, Fife) ist ein ehemaliger britischer Radsportler.

## Sportliche Laufbahn
Im Alter von acht Jahren wurde Joe Nally Mitglied des Radsportvereins Carnegie Cyclones in Dunfermline. Als Junior sowie als Elitefahrer errang er mehrere schottische Meistertitel. Als Mitglied der British Cycling Junior Academy trainiert er abwechselnd in Glasgow und in Manchester. 2016 belegte Nally bei der Junioren-Austragung von Paris–Roubaix  Le Pavé de Roubaix Rang elf und bei Gent–Wevelgem für Junioren Rang 17.
2017 wurde Joe Nally im Alter von 17 Jahren britischer Meister im Punktefahren und war damit der bis dahin jüngste Radsportler, der einen nationalen Meistertitel der Elite in Großbritannien errang.
2020 erkrankte Nally, so dass eine Fortsetzung seiner Radsportlaufbahn in Frage stand, zudem stellte sein Team Vitus Pro Cycling den Betrieb ein. Daraufhin beschloss er zwar im Jahr darauf, nach Frankreich zu ziehen und sich einem dortigen Team anzuschließen. In der Tat beendete er Ende 2020 seine aktive Radsportlaufbahn.

## Erfolge
2017
- Junioren-Europameisterschaft – Mannschaftsverfolgung (mit Rhys Britton, Jake Stewart und Fred Wright)
- Britischer Meister – Punktefahren

## Teams
- 2020 Vitus Pro Cycling p/b Brother UK